# Brachymeria victoria
Brachymeria victoria är en stekelart som först beskrevs av Girault 1913.  Brachymeria victoria ingår i släktet Brachymeria och familjen bredlårsteklar. Inga underarter finns listade.